# اریکا تاکائو
اریکا تاکائو (انگلیسی: Erika Takao؛ زاده ۱۲ اکتبر ۱۹۸۷) یک تنیس‌باز اهل ژاپن است.